# Sparrenburg
Sparrenburg is een wijk in Rosmalen, in de Nederlandse provincie Noord-Brabant. De wijk ligt ten oosten van de Deken van Roestellaan, ten noorden van de Oude Baan, ten zuiden van de spoorlijn en ten westen van het buitengebied en bossen van Rosmalen. De wijk is eind jaren zeventig en begin jaren tachtig gerealiseerd, kort na de bouw van de Kattenbosch. De wijk is sterk georiënteerd op voormalige landschappelijke elementen die in het gebied aanwezig waren voor de bouw van de wijk, de vele aanwezige houtwallen en lanen zijn zorgvuldig behouden. Hierdoor heeft de wijk een groen en natuurlijk karakter ondanks een relatief grote hoeveelheid bebouwing.
De straatnamen van de wijk eindigen (met uitzondering van Gastenberg) op -hoeven, hetgeen de wijk de bijnaam De Hoevens heeft opgeleverd.
De wijk bestaat uit de buurten: Bremhoeven, Sparrenhoeven, Eikakkerhoeven, Tielekeshoeven, Maaslandhoeven, Heihoeven, Sluiskeshoeven, Gastenberg, Baroniehoeven, Meierijhoeven, Brabanthoeven, Burgemeester Molenaarhoeven, Peelhoeven, Kempenhoeven en de Buskeshoeven.

## Fotogalerij

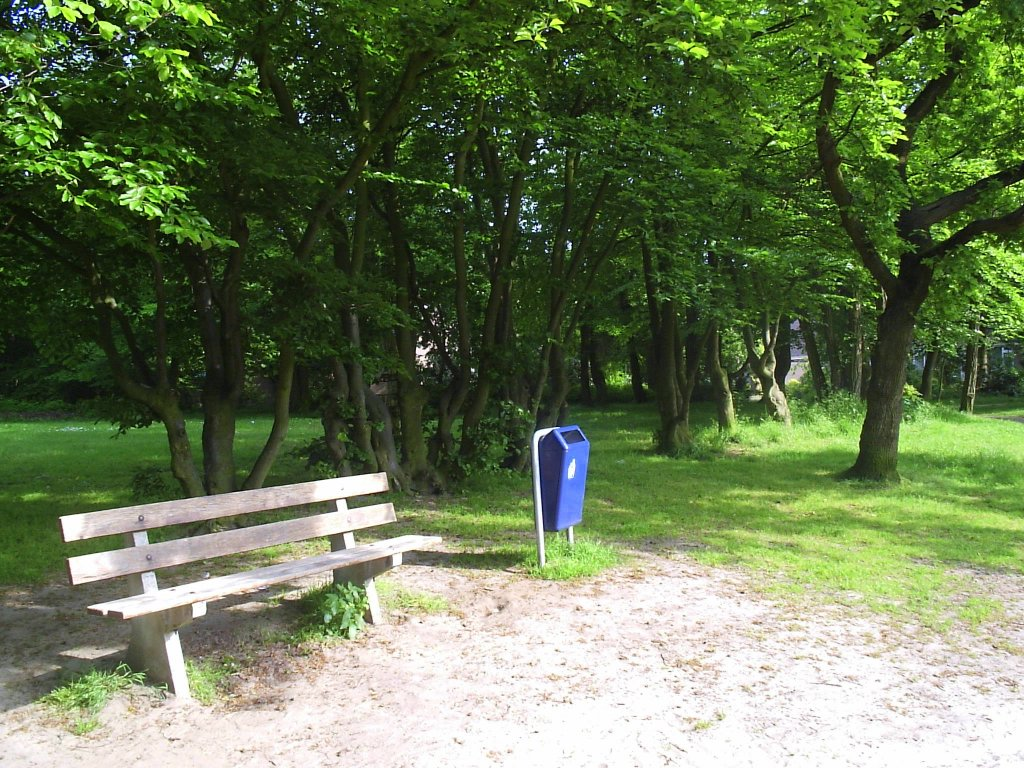
Bankje in Sparrenburg
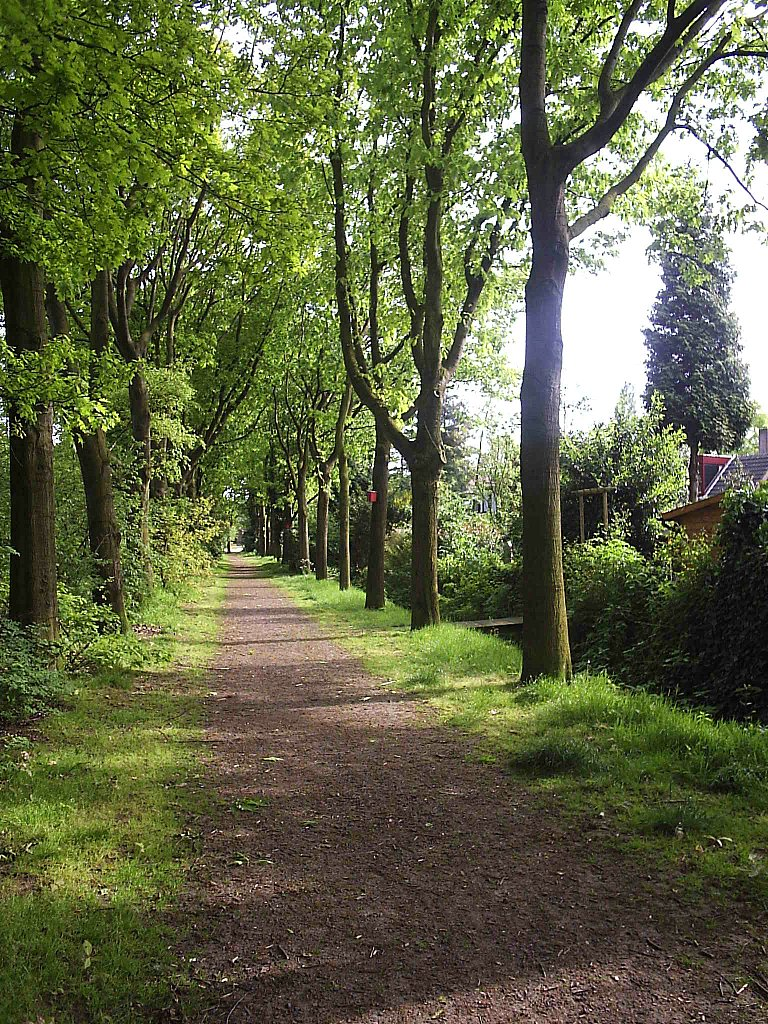
Wandelpad in Sparrenburg
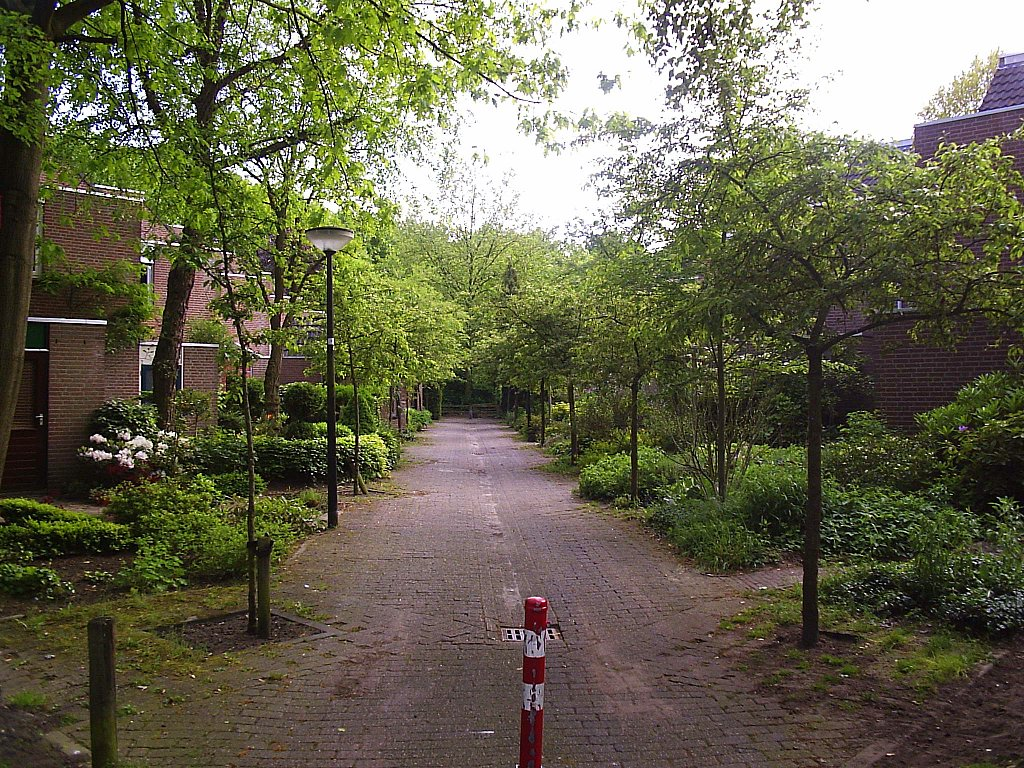
Straat in de Buskeshoeven